# Halikko kyrka
Halikko kyrka är en stenkyrka i Halikko i Egentliga Finland. Den är byggd i mitten av 1400-talet.

## Kyrkobyggnaden

### Den medeltida kyrkan
Halikko församling har sitt ursprung i en fornsocken, som under missionstiden på 1100-talet omvandlades till en stamsocken med centrum i nuvarande Uskela. Denna uppdelades möjligen under 1200-talets andra kvartal i kyrksocknarna Halikko och Uskela. Socknen omnämns första gången år 1330. Det tidigaste omnämnandet om en träkyrka i Halikko är från 1352. Den kyrkan kan ha funnits på Rikalabacken eller på nuvarande ställe.
Stenkyrkan byggdes omkring år 1440. Ursprungligen var kyrkan en långkyrka med mittskepp. Den helgades åt Heliga Birgitta och kallades därför S:t Birgitta. Sannolikt har Åminne herrgårds greve finansierat uppbyggandet, och därför hade Åminne patronatsrätt i Halikko.
De medeltida målningarna kalkades över efter reformationen.

### Från medeltida till nyklassisk
På 1700-talet hade kyrkan blivit trång och förfallen. Då medverkade Maria Katarina Armfelt till att ett helt nytt kor byggdes i öster 1799. Åbobon John Sundsten planerade denna utvidgning. Men kyrkan var fortsättningsvis för trång.
Stora ingrepp gjordes åren 1813–1815 under ledning av Charles Bassi. Kyrkan förlängdes ännu mer och omvandlades till korskyrka. Byggandet bekostades av greve Gustaf Mauritz Armfelt och hans bror greven August Armfelt på Wiurila. De är båda begravda i kyrkan. För att ge plats för de nya nordliga och sydliga korsarmarna till kyrkan revs sakristian, vapenhuset och Hornättens gravkapell. Deras gravar finns nu under kyrkan. Den nya södra korsarmen fick en ny dörr. Ätten Armfelts gravar förlades i korsarmen. Där har bl.a. Gustaf Mauritz Armfelt och hans far  Magnus Wilhelm Armfelt begravts. Interiören förnyades helt under ledning av snickaren Israel Cairenius. Stenvalven ersattes med tunnvalv av trä. Under 1800-talet förvandlades den medeltida stenkyrkan till en nyklassisk kyrka.
Flera av Bassis ändringar tillfredsställde inte församlingen och redan efter ett tjugotal år täcktes de inre målade doriska pelarna och taket på pelare i empirstil vid dörren revs.
Kyrkan renoverades 1921, 1959 och 1989–1990. Vid renoveringen 1959 togs Bassis målade pelare och drapering bakom predikstolen fram på nytt. Delar av ett medeltida invigningskors blottlades också under rappningen. Målaren Fredrik Ellman ansvarade för de restaurerande åtgärderna.
Vid den senaste renoveringen gjordes interiören ljusare. Takfoten fick samma dekoration som återfanns under gamla lager av färg. Enligt Bassis ritningar finns bården nu också på predikstolens speglar. Vid pingst 1990 firades kyrkans 500-årsminne tillsammans med ärkebiskop John Vikström.

## Klockstapeln
Halikko kyrkas tredje klockstapel uppfördes år 1773. En av klockorna sprack år 1990. Den nya klockan har inskriptionen "Tulkaa, sillä kaikki on valmistettu." (Kom, allt är klart).

## Folklig legend
Den finska folkliga legenden och sången "Elinan surma" (mordet på Elin) kopplas till kyrkan. Klaus Ludekesson Djäkn brände sin fru och barn. Hans dotter Cecilia var gift med Henrik Olofsson Horn. För att fadern skulle sona sina synder övertalade hon honom att bygga Halikko, S:t Bertils och Salo kyrkor.  Det finns också andra åsikter.

## Föremål
Kyrkans äldsta föremål är altaruppsättningen och ett krucifix av ek från 1400-talet. Den andra altaruppsättningen skänktes av Gustav Horn 1669. Det nuvarande altaret byggdes 1799. Samma år skänkte Maria Katarina Armfelt altartavlan "Spjutsticket" av okänd konstnär. Kyrkan äger också ovärderliga gamla mässkrudar. Den äldsta ungefär 500 år gammal.
Orgeln är byggd av Anders Thulé år 1851. Jens Alexander Zachariassen gjorde en grundlig renovering av den 1879 och år 1971 utvidgades den till 33 stämmor.

## Kulturlandskap
Museiverket har upptagit hela omgivningen i listan över bebyggda landskap av riksintresse i Finland.